# Sandra Köppen
Pour les articles homonymes, voir Köppen.
Sandra Köppen, née le 15 mai 1975 à Potsdam, est une judokate allemande.

## Palmarès international en judo
| Championnats du monde | Championnats du monde | Championnats du monde |
| Année                 | Médaille              | Catégorie             |
| --------------------- | --------------------- | --------------------- |
| 2001                  | bronze                | +78 kg                |
| 2007                  | bronze                | +78 kg                |
| Championnats d’Europe |                       |                       |
| Année                 | Médaille              | Catégorie             |
| 1998                  | bronze                | +78 kg                |
| 1999                  | bronze                | +78 kg                |
| 2001                  | or                    | ouverte               |
| 2002                  | or                    | +78 kg                |
| 2003                  | bronze                | +78 kg                |